# Colias tamerlana
Colias tamerlana är en fjärilsart som beskrevs av Otto Staudinger 1897. Colias tamerlana ingår i släktet Colias och familjen vitfjärilar. Inga underarter finns listade i Catalogue of Life.